# Contea di Puge
La contea di Puge (普格县S, Pŭgé XiànP) è una contea della Cina, situata nella provincia di Sichuan e amministrata dalla prefettura autonoma Yi di Liangshan.